# 사미의 기
사미의 기는 노르딕 국가와 러시아 연방의 콜라반도의 원주민 중 하나인 사미인 또는 사프미의 깃발이다.

## 공식 지위
사미 의회로부터 채택되고 난 17년 후, 가장 많은 사미 인구를 가진 노르웨이에서 사미의 기는 공식 지위를 획득했다. 노르웨이의 각 지자체는 사미 국경일인 2월 6일에 사미의 기를 걸 의무가 있다. 덧붙여 원래 사미의 기의 소유권은 사미 회의가 가지고 있었지만, 제18회 사미 회의 이후는 서미 평의회와 공유하고 있다.